# Rare (organización ecologista)

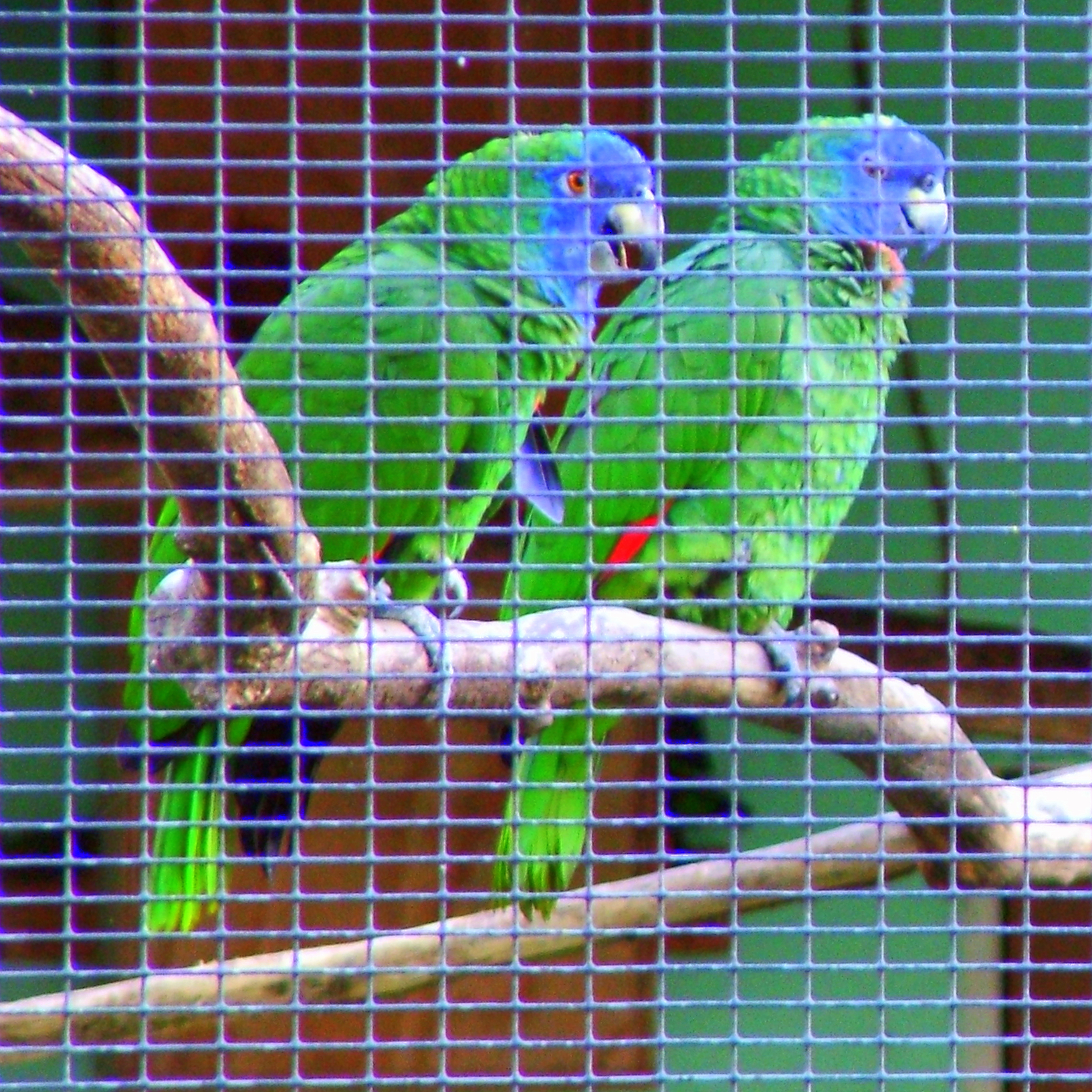
Loro de Santa Lucía. Rare conformó su actuación con la protección exitosa de este pájaro.

Rare es una organización ecologista internacional cuya misión declarada es ayudar a las poblaciones a adoptar comportamientos sostenibles en lo que respecta a su entorno natural y sus recursos. La organización emplea técnicas de mercadotecnia e intervenciones técnicas para combatir amenazas como la sobrepesca, la deforestación y las prácticas agrícolas insostenibles. El trabajo de Rare se basa en la creencia de que la mayoría de las amenazas al medio ambiente son el resultado de comportamientos humanos, y que cambiar esos comportamientos exige apelar a la gente utilizando tanto argumentos racionales como emocionales y removiendo los obstáculos que puedan impedir el cambio.

## Historia
Rare fue fundada el 1 de enero de 1973 por David Hill. Inicialmente tuvo su sede en las oficinas de la National Audubon Society en Nueva York antes de que Rare se uniera a World Wildlife Fund en la década que comenzó en 1981. En 1987 la organización volvió a ser una entidad independiente. Su sede es en Arlington, Virginia, Estados Unidos, y también tiene oficinas en Filipinas, Indonesia, China , Brasil, Mozambique, México y los Estados Federados de Micronesia. La organización ha trabajado con comunidades y socios locales en 57 países. En el calificador de ONG Charity Navigator, Rare tiene 4 estrellas de 4.

## Planteamiento conservacionista
Rae utiliza la mercadotecnia social para cumplir su misión. Aplica cada concepto de la mercadotecnia para que las comunidades se enorgullezcan de su entorno, su flora y su fauna. Entre otras herramientas Rare emplea: mascotas, espectáculos de marionetas, sermones religiosos, cuñas radiofónicas, carteles, concursos de arte, teatro comunitario, festivales, murales, canciones y visitas escolares.
Este planteamiento se originó en la isla de Santa Lucía (Caribe oriental), con el trabajo de Paul Butler, ahora vicepresidente sénior de la organización. Butler fue contratado por el Servicio Forestal de Santa Lucía para intentar salvar al loro de Santa Lucía, una especie endémica amenazada. La caza, la destrucción del hábitat y el tráfico de aves habían disminuido el número de ejemplares desde 1 000 pájaros a mediados de la década que empezó en 1951 hasta menos de 150 hacia 1977.
Trabajando con Gabriel Charles (antiguo guarda forestal jefe) y un equipo de guardas forestales, Butler creó una extensa campaña que se proponía despertar el orgullo de la comunidad por el loro y su hábitat forestal. Butler y sus colegas emplearon materiales de mercadotecnia que reflejaban los que usaba el sector privado, como canciones, mascotas y carteles con el loro junto con el objetivo de llamar a la acción: «¡Enorgullécete de Santa Lucía! Denuncia la caza y la tala ilegal.»
En 1979 el Gobierno de Santa Lucía declaró al loro su ave nacional, estableció una reserva y actualizó e hizo cumplir leyes para proteger a la especie y su hábitat. La población de loros se recuperó constantemente y en 2015 se estimó en más de 2 000 ejemplares.

## Proyectos actuales

### Pesquerías
Rare trabaja con poblaciones costeras para restaurar la pesca artesanal en Filipinas, Belice, Brasil, Indonesia y Mozambique. A través de la asociación entre Rare, el Fondo para la Defensa del Medio Ambiente y el Grupo de pesca sostenible de la Universidad de California en Santa Bárbara, (asociación llamada Fish Forever, Pesca para Siempre en inglés), la organización difunde y aplica mundialmente soluciones de pesca sostenible.
El programa Pesca para Siempre (alusivo a que los caladeros sobreexplotados desaparecen, mientras que los correctamente administrados permanecen a través de las generaciones) dirige y aplica TURF + Reserves (siglas en inglés de derechos de uso territoriales para pesca), una combinación de acceso exclusivo para pesca y reservas marinas que permite que la recuperación de los caladeros y la preservación del ecosistema marino trabajen conjuntamente. Se establecen reservas marinas (donde no se puede pescar nada) a lo largo, o en el interior de las zonas exclusivas de pesca, con el propósito de dar a las poblaciones de peces la oportunidad de reproducirse en las reservas hasta desbordarlas y nutrir las áreas donde sí se puede pescar.

### Cuencas
Rare trabaja con comunidades locales en toda Latinoamérica para conseguir acuerdos recíprocos que protejan los hábitat aguas arriba de los ríos. Los acuerdos incentivan a los propietarios de tierras aguas arriba para que conserven el hábitat a través de pagos de los que, aguas abajo, usan el líquido elemento. Si se deforesta aguas arriba, el agua baja sucia, en menor cantidad, y pueden producirse avalanchas.

### Promoción de soluciones
Solution Search (en inglés búsqueda de soluciones) es un concurso en línea diseñado para identificar, recompensar y diseminar soluciones comprobadas para desarrollo y preservación ambiental. Cada año se propone un tema, y las mejores soluciones ganan el concurso de ese año. Temas anteriores han sido la restauración de caladeros y planes de adaptación al clima. En 2015 se reconocieron las soluciones estadounidenses de gestión de riesgos de desastres climáticos. El concurso ha identificado más de 240 soluciones de 65 países para los diversos temas propuestos.

### Agricultura sostenible
Rare trabaja con agricultores chinos para que adopten prácticas agrícolas sostenibles —en particular el cambio de algodón convencional a orgánico. El programa busca reducir pesticidas y otros contaminantes que se vierten en los humedales chinos y amenazan los hábitats.

## Liderazgo
El máximo dirigente (jefe ejecutivo, CEO por sus siglas en inglés) actual de Rare es Brett Jenks. Tras asistir a la Universidad de Massachusetts y recibir una maestría en administración de empresas (MBA) por la Universidad de Georgetown, Jenks se unió a Rare en 1995. Ha trabajado en conservación del medio ambiente tropical y educación rural desde 1992.